# 莫耀強
莫耀強（Peter Mok Yiu Keung，1951年6月15日—），香港企業家，標準錶針及配件廠有限公司主席及莫氏宗親會成員，現時擔任香港超級聯賽球會標準流浪會長。

## 生平
莫耀強小學畢業後因家貧而輟學邊做邊讀夜校提升自己，捱過辛酸再以錶針生意創業和以地產致富而其錶針生意發展迅速成為全球產量第1佔全球4分1的大生意，他自2001年入主本地足球壇球會標準流浪從後都無間斷蝕錢，但他就只求為香港球壇培育年輕球員一直投資着本地足球這蝕本行業，因為欠缺班費每年莫耀強更親自找不同贊助積少成多籌募經費，他於2014年就利用其對樓市的慧眼為標準流浪於荔枝角投資2,200萬買入6,000呎工廈改建成流浪會所誰知到2017年便以3,400萬轉售賺回第一桶金1,200萬增加培育新秀本錢，就即在九龍灣訓練場附近用2,700萬買新會址做訓練基地。作為流浪班主他於2015年親自演繹球隊會歌《打打氣》並上載於網絡以激勵球員，此外他亦為慈善捐助還兼任香港足球代表隊名譽領隊及香港籃球總會副會長和贊助福建籃球隊。
2024年7月，一個專門報導香港足球消息的社交群組誤報了莫耀強的死訊，後經事實查證後發現去世的是一位同名同姓的粵曲界人士，該群組刪除了該帖文並向包括莫氏及其家人和球迷致歉。

## 馬主生涯
莫耀強、莫文韜父子是香港賽馬會會員，擁有名下馬匹「快活同盟」（馬主是嶺翰同盟團體）。

## 現任或曾任職位
- 香港聖約翰救傷隊牙科總區總區會長（2015–?）
- 香港鐘錶配件及設備展覽會主席（1998–1999）、副主席（1997–1998）
- 香港工業專業評審局副主席（1999–2001）、常務副主席（2001–2003）
- 建滔化工集團審核委員會（不詳）
- 薪酬委員會及提名委員會成員（不詳）
- 中國鐘錶協會副會長（不詳）
- 深圳市鐘表行業協會副會長（不詳）
- 華富財經獨立非執行董事（2006–?）
- 新會華僑中學董事長（2012–）

## 外部連結
- 香港足球總會球員資料庫：莫耀強
- 創意人生莫耀強- 宗親故事- 莫氏宗親網 （页面存档备份，存于）